# آستانه سام و لام
آستانه آقا سام و لام بر قله سوادکوه (صلوات‌کوه)در روستای سرده از توابع بخش رحیم‌آباد شهرستان رودسر در استان گیلان ایران است. این ساختمان به شمارهٔ ۲۸۲۳۴۴۹۱۴ اداره اوقاف به ثبت رسیده‌است. روستای ییلاقی تابستان‌نشین سرده در ۶۷ کیلومتری جنوب شرقی بخش رحیم‌آباد در یک منطقه کوهستانی و در ارتفاع ۲۲۴۸ متر از سطح دریا، در ۵۰/۲۸۴۷۱ طول جغرافیایی و در ۳۶/۷۱۰۵۰ عرض جغرافیایی در دهستان سیارستاق ییلاقی قرار دارد.
«آستانهٔ سواته کوه... بر قله کوه بنا شده است. بنای اصلی بقعه از سنگ و چوب و در ورودی آن چوبین و ساده است. از در اصلی وارد کفش‌کن می‌شود و از کفش‌کن به حرم بقعه می‌رود. حرم شامل دو قسمت اصلی است: قسمت اول دارای شش ستون چوبین چهارسو با سرستون‌های ظریف است. واشانهای بنا بر سرکشی است که بر این ستونها متکی است. متصل به صندوق ساده و چوبین بقعه،  ستونی عظیم چهارسوی پخ‌زده با سرستون است. سقف موقع پل‌کوبی با درزپوش و سقف کفش‌کن فقط پل‌کوبی است. یکی دو بنای سنگی محقر برای متولی و زوّار در جنب امامزاده است. بام بقعه تا چندی پیش لت‌پوش بود اخیراً حلب‌پوش کرده‌اند.» 

## تجمع عزاداران
هر ساله در روز تاسوعای محرم با تجمع عزاداران حسینی، مراسمی از ساعت ۱۰ صبح تا ۲ بعدازظهر در این آستانه برگزار می‌شود.  هیئت‌های زنجیرزنی و سینه‌زنی از روستاهای همجوار حضور پیدا می‌کنند. مردم روستای سرده (کوشکوه، گزلبن، سی‌سرا، کج‌محمدگوابر) و همچنین سایر خیرین با صرف ناهار از همه زوار در این روز پذیرایی می‌کنند.